# Tramvajová doprava v Naumburgu

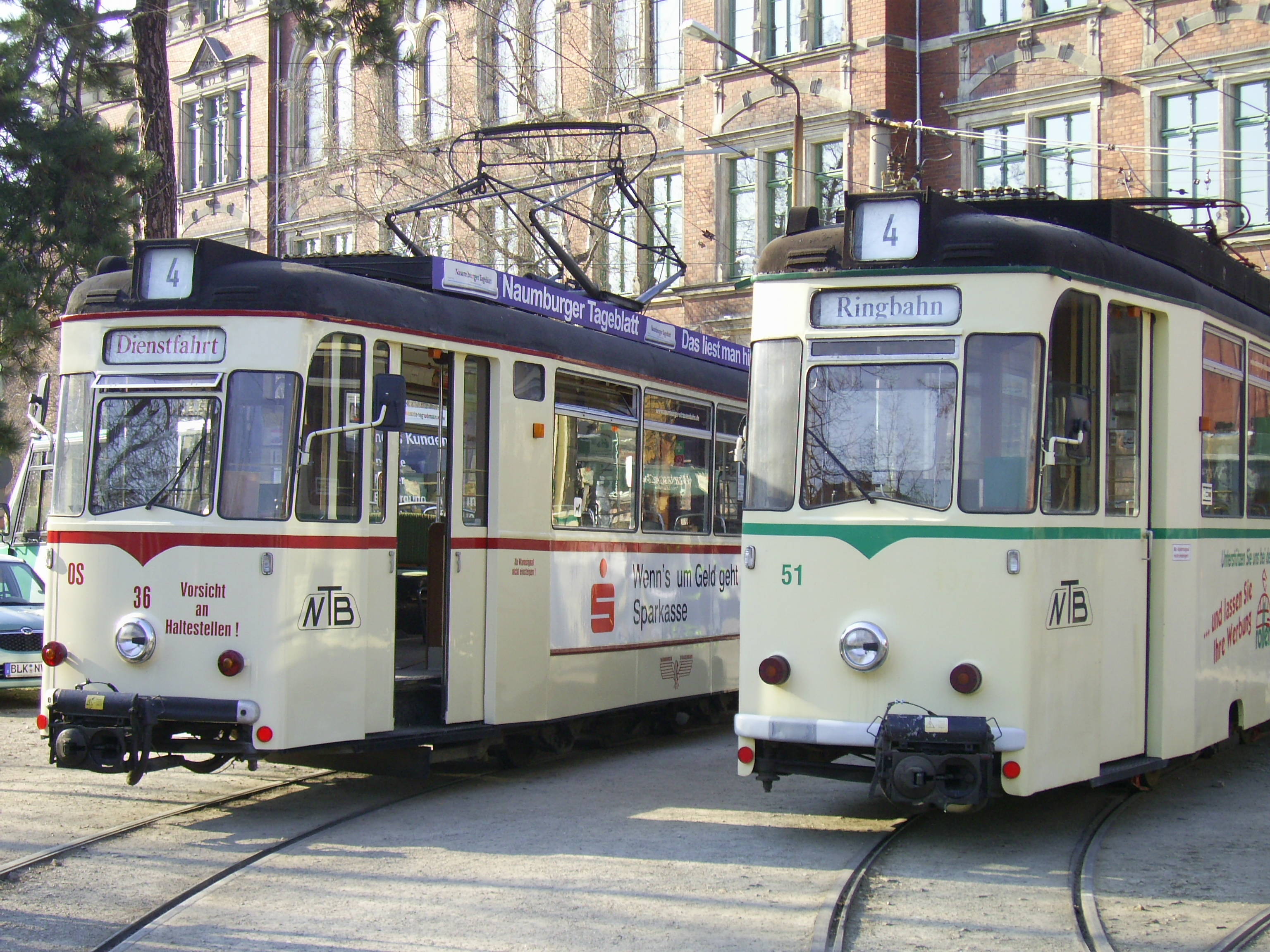
Vozy číslo 36 a 51 v depu

Tramvajová doprava v Naumburgu fungovala od roku 1892 do roku 1991 jako okružní linka ve městě Naumburgu nad Sálou. Poté byla zavřena kvůli opravě, na kterou však nezbyly peníze. Od roku 1994 funguje provoz na přibližně polovině okruhu. Občané říkají tramvaji Wilde Zicke, což znamená divoká koza. Momentálně jde o nejmenší provoz v Německu a jeden z nejmenších v Evropě. Rozchod kolejí je 1000 mm. Provozovatel se nazývá Naumburger Straßenbahn GmbH.

## Dějiny

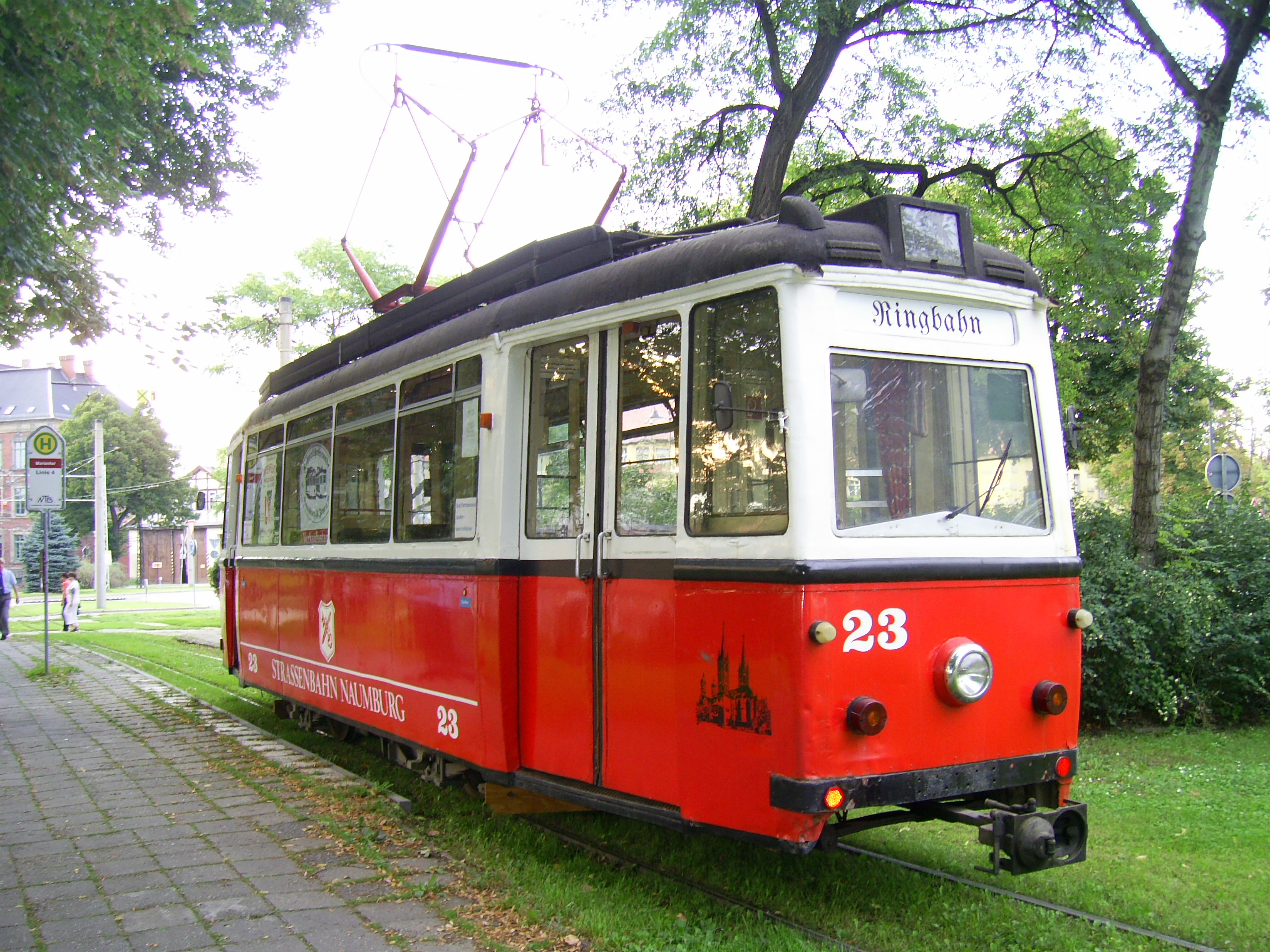
Tramvaj Gotha/LEW, ET54 z roku 1956

Ke slavnostnímu otevření první tramvajové trati s parním provozem došlo 15. září 1892. Vedla od nádraží do centra města. Příjmy z provozu však v prvních letech nenaplňovaly očekávání. V dubnu 1894 byl provoz dokonce na týden zastaven, protože denní ztráta tvořila 30 až 40 tehdejších německých marek. Také plánované prodloužení tratě nebylo možné kvůli nedostatku peněz. Byla i snaha nalézt vnějšího investora, který by převzal provoz tramvají. Tyto pokusy selhaly, a tak nejprve tramvajovou trať a později i vozidla a vybavení převzalo samotné město.
Finanční problémy bylo možné vyřešit, ale narůstající technické problémy vedly Pruské dráhy, vykonávající dohled nad tamním provozem, k nařízení komplexní rekonstrukce trati a nasazení nových, odpovídajících, vozidel. Pod vedením tehdejšího primátora Kraatze byla proto naplánována přestavba na elektrický provoz během následujících šesti let. 25. října 1906 vyjely proto parní tramvaje naposledy. Původní koleje byly vyprodány či sešrotovány.
Předtím v květnu 1906 rozhodlo zastupitelstvo města o stavbě městské elektrárny a elektrické dráhy. Předně měla být vystavěna v tělese dosluhující parní tramvaje a prodloužena o několik set metrů od Václavské brány k Solné bráně. Původní trať byla rychle přestavěna, již během prosince proběhly první zkušební jízdy elektrických tramvají. 2. ledna 1907 byl zahájen pravidelný provoz v desetiminutovém intervalu. Jedna jízda stála 10 feniků. Provoz elektrických tramvají byl ziskový. V dalších letech vznikaly další plány na prodloužení trati. Roku 1910 postaven úsek od Solné brány k Michaelisově ulici, roku 1914 dál přes Moritzův vrch na hlavní nádraží, čímž byl uzavřen kruh spojující nádraží s vnitřním městem. Diskutovalo se o dalších možnostech rozšíření sítě, včetně stavby tratě do sousedního města Bad Kösen, k nim však nikdy nedošlo.
Během první světové války a následných hospodářských problémů Německa byl provoz silně omezen a jízdné vzrostlo. Na začátku roku 1924 byl provoz na několik měsíců zastaven, protože některá vozidla a traťová zařízení byla vážně poškozena a bylo třeba je opravit. Situace se zlepšila roku 1928, dokonce se uvažovalo o stavbě nových tratí, ale následující hospodářská krize tyto plány zmařila. Ve 30. letech se objevily problémy s bezpečností provozu, těsně před začátkem války byl dokonce provoz nakrátko přerušen, znovu pak roku 1940, pro nedostatek provozuschopných vozů. V letech 1943-1945 přepravovala tramvaj i poštu mezi nádražím a poštovním úřadem ve městě, neboť poštovní společnost neměla dostatek vozů.
12. dubna 1945 byl Naumburg bombardován americkým letectvem a celé město bylo velmi poškozeno, včetně tramvajové trati. Provoz byl obnoven až v září. Naumburg byl okupován nejprve vojsky USA, později Rudou armádou. Roku 1949 se stal součástí DDR. Roku 1950 získal naumburský provoz dva nové vozy LOWA ET50. Tyto vozy se však v Naumburgu neosvědčily. V letech 1956-1957 bylo dodáno osm ojetých vozů z Lipska, modernizované ve vagonce Gotha.
Díky novým vozům byl od roku 1957 zaveden provoz na okružní trati v obou směrech. Díky tomu, že mnoho občanů Naumburgu dojíždělo v té době do práce vlakem, využívali tramvaje k cestám na nádraží. Od konce padesátých let fungovala ve městě vedle tramvají i autobusová doprava. Počínaje rokem 1962 byl zaveden samoobslužný provoz bez průvodčích. V té době se také objevily úvahy o ukončení provozu tramvají a převzetí jejich výkonů autobusy.
V době ropné krize roku 1973 se od takových úvah upustilo. Z blízkého Halle přišlo devět starých vozů značky Lindner, které pomohly k pokrytí zvýšené poptávky v době dopravní špičky. Znovu se také objevily plány na prodloužení tratě. Roku 1976 byla v centru města vybudována pěší zóna a zrušena tamní trať, podobně jako v Praze, a tím byl tramvajový okruh přerušen. V srpnu 1979 byl pro vážné nedostatky celý tramvajový provoz na měsíc zastaven a nahrazen autobusy. Roku 1980 byly dodány ojeté vozy z Plavna a Nordhausenu. Následně byla vyprojektována nová trať přes městskou promenádu, která byla o rok později též postavena. Tak byl roku 1982 opět vytvořen tramvajový okruh. Rekonstrukce původní trati však byla, vinou nedostatku materiálu, provedena jen v několika krátkých úsecích. Kvůli obnově trati i vozidel byl provoz znovu nahrazen autobusy na začátku roku 1986 a teprve v červnu 1987 obnoven.
Po sjednocení Německa došlo k hospodářskému útlumu v oblasti a nárůstu individuální dopravy. Mnohé tramvajové provozy obnovily svůj vozový park ojetými vozidly ze západních spolkových zemí, nebo rekonstruovaly ta stávající. Provoz v Naumburgu byl ovšem výjimkou. Bez nákladné modernizace tratí a dalších zařízení nebyl ve městě možný provoz těžších čtyřnápravových či článkových tramvají. Uvažovalo se o náhradě tramvajového provozu autobusy či trolejbusy.
Část naumburských občanů vytvořila sdružení za zachování tramvají a pracovala také na záchraně historických dopravních prostředků z jiných měst. Žádost o památkovou ochranu tramvajové tratě v Naumburgu však byla příslušnými místy zamítnuta. Návrhy na trvalé zachování provozu nebyly realizovány. V srpnu 1991 byla tramvajová trať uzavřena pod záminkou rekonstrukce, ta však nebyla v plánovaném termínu dokončena. Během oslav stého výročí naumburských tramvají se konaly zvláštní jízdy na krátkém úseku do vozovny. V té době se objevila myšlenka turistické tramvaje provozované soukromou společností, která se zamlouvala i vedení města.
Následně vznikla společnost Naumburger Straßenbahngesellschaft mbH, česky Naumburská tramvajová společnost s r. o. 25. června 1994 uspořádala jízdy koněspřežné tramvaje, která však ve městě nikdy předtím nejezdila. V prosinci téhož roku si najala od města vozidla a další náležitosti tramvajového provozu na dobu dvaceti let, s tím že postupně obnoví celý tramvajový okruh. Roku 1995 potom obnovila elektrický provoz mezi Divadelním (Theaterplatz) a Mysliveckým náměstím (Jägerplatz). Později byl obnoven provoz i dále k hlavnímu nádraží, avšak samotná konečná stanice se nachází jinde než původní, před hotelem Císařský dvůr (Kaiserhof).
Roku 2006 jezdila tramvaj každý letní víkend, od konce března 2007 je znovu zaveden každodenní provoz. Momentálně (duben 2011) jezdí tramvaje ve 30 minutovém intervalu v prokladu s linkou číslo 1 městských autobusů. V rámci naumburské veřejné dopravy mají tramvajové spoje číslo 4.